# Asesinato de Breck Bednar
El asesinato de Breck Lafave (17 de marzo de 1999 - 17 de febrero de 2014) tuvo lugar el 17 de febrero de 2014 en un piso de Rosebery Road en Grays, Essex, Inglaterra. Bednar, un chico de 14 años de Caterham, Surrey, fue asesinado por Lewis Daynes de 18 años. Bednar conocía a Daynes solo a través de los juegos en línea y nunca lo había conocido en persona hasta que visitó el piso de Daynes el día del asesinato. Daynes se declaró culpable del crimen, y fue sentenciado a cadena perpetua con una pena mínima de 25 años.

## Víctima
Bednar era estudiante en la escuela St Bede en Redhill en Surrey, y miembro del escuadrón 135 del Cuerpo de Entrenamiento Aéreo también en Redhill. Asistió a la iglesia de San Juan Evangelista en Caterham. Su madre lo describió como relajado y cálido, con muchos amigos con los que jugaba en línea después de la escuela, y apasionado por la informática.
Los padres de Bednar, Barry Bednar y Lorin LaFave, nacieron en los Estados Unidos. La familia se mudó a Inglaterra desde los Estados Unidos tres años antes del nacimiento de Breck. Barry Bednar, de 49 años, es un comerciante en petróleo y consultor marítimo, descrito por algunas fuentes como millonario. Lorin LaFave, 48, es asistente de enseñanza. En 2014 el Evening Standard informó que la familia vivía con sus tres hijos, los hermanos menores de Breck, en una casa familiar en Caterham.

## Circunstancias de la muerte
Se informó que la madre de Breck, Lorin LaFave, "había limitado su acceso a la electrónica, instaló controles parentales y le prohibió usar el mismo servidor que un chico del que sospechaba". Ella recordó, "Su personalidad estaba cambiando y su ideología estaba cambiando y empezaba a negarse a asistir a la iglesia con nosotros. Sentí que era por la influencia negativa de esta persona".
Según el Daily Mail, Breck había sido introducido en el "exclusivo" club de juegos en línea de seis personas en un grupo juvenil de la iglesia. La madre de Breck describió a Lewis Daynes como el controlador del grupo, con el poder de expulsar a los miembros, poseyendo y controlando un canal de chat en Internet en el que los miembros se comunicaban por voz. Dijo al Daily Mail que Daynes había contado a su hijo historias improbables, como la donación de 2,5 millones de dólares en bitcoins a los rebeldes sirios, y que había dicho a los miembros que no tenían que terminar la escuela porque él les conseguiría 100.000 libras para trabajos de tecnología informática. [cita requerida]
En diciembre de 2013, un pariente de Breck llamó a la policía de Surrey para expresar su preocupación por la captación de menores en línea. LaFave dijo que advirtió a la policía que su hijo estaba en peligro. Sin embargo, se informó que "los adolescentes habían estado jugando en línea durante varios meses, a pesar de los esfuerzos de LaFave por poner fin a su relación". 
Bednar viajó en taxi al piso de Daynes. El día de la muerte de Breck, su padre, con quien se esperaba que pasara el fin de semana, envió un mensaje de texto a LaFave para decirle que el chico no había llegado. Unas horas más tarde, sus hermanos, trillizos de 12 años, empezaron a recibir mensajes de que su hermano había sido asesinado, describiendo fotos de Breck que habían sido publicadas en los medios sociales, que pronto fueron confirmadas por la policía.
Las fotos, que mostraban el cuerpo de Breck, fueron enviadas a otros miembros del grupo de juego en línea de seis personas. Se corrió la voz, lo que llevó al mensaje de texto de un amigo a uno de los trillizos, "¿Es cierto lo de tu hermano? Si es verdad, es muy triste". Al mismo tiempo, la policía le comunicaba a los padres de Breck la noticia de que su hijo había sido asesinado.
La policía y los paramédicos fueron llamados al piso donde Breck fue encontrado con heridas de puñaladas en el cuello, pero no pudieron evitar que muriera en la escena.

## Autor
Según BBC News, "Lewis Daynes, de 19 años, de Rosebery Road, Grays, debía ser juzgado en el Tribunal de la Corona de Chelmsford por un cargo de asesinato pero admitió el delito" antes de que el jurado prestara juramento. La sentencia de la Sra. jueza Cox estaba prevista para el 12 de enero de 2015. 
Se cree que Daynes, un ingeniero informático desempleado, conoció a Breck mientras jugaba a los videojuegos en línea.  El Daily Telegraph describió a Daynes como un "asesino con cara de bebé" que parecía "mucho más joven que sus 19 años". Daynes fue reportado por el Daily Mirror como hijo único, y después de que sus padres se separaron cuando tenía 16 años, vivió solo en un piso propiedad de sus abuelos; sus vecinos lo describieron como "solitario". [cita requerida]
El fiscal Richard Whittam, QC, dijo a la corte, "La acción judicial de la fiscalía se basa en que en el momento de su asesinato Breck tenía 14 años. La ley establece disposiciones específicas para el asesinato de un niño por motivos sexuales o sádicos". La fiscalía ha propuesto el caso sobre esa base y prevé hacerlo así de nuevo en la fecha de la sentencia.
Simon Mayo, QC, como atenuante, dijo que Daynes tenía el síndrome de Asperger que "afectaba a su capacidad de emitir juicios sólidos". Mayo también argumentó que no había pruebas suficientes para demostrar que el asesinato había sido premeditado.
Daynes fue condenado a cadena perpetua con un mínimo de 25 años. La fiscal de la Corona, Jenny Hopkins, dijo: "Nuestro enfoque fue que Lewis Daynes, aunque solo tenía 18 años cuando cometió el asesinato de Breck, era un individuo controlador y manipulador que planeó cuidadosamente este crimen. [...] El grado de planificación y manipulación por parte de Daynes es impactante y cuando se considera las edades jóvenes del perpetrador y la víctima, se destaca como uno de los casos más crueles, violentos e inusuales que hemos tratado".

## Legado
Breck fue sepultado en el Cementerio de Santa María la Virgen en Caterham, distrito de Tandridge, Surrey. La familia Lafave estableció la Fundación Breck para concienciar sobre los peligros de la Internet y promover el uso responsable de la misma. Su madre fue citada por la BBC: "Quiero que la tragedia de Breck abra los ojos de todos para que reconozcan los peligros de los depredadores en línea. Es un peligro muy real hoy en día. Todos tenemos que cuidarnos los unos a los otros". Su madre le pidió a su banda favorita, Coldplay, que le ayudara a concienciar sobre los peligros de la red. Le dijo a ABC News: "La gente cree que solo les pasa a los niños antisociales, pero no es cierto".
La Sra. LaFave ha pedido "más ayuda del gobierno para la seguridad en línea", diciendo que esperaba más comentarios de la policía de Surrey y añadiendo: "Tampoco me recomendaron que me pusiera en contacto con el CEOP (Centro de Protección de la Explotación Infantil y en Línea), que descubrí -cuando ya era demasiado tarde- que es una gran agencia que ayudaría a los padres".
Tras el alegato de Daynes en el tribunal, el Subjefe de Policía Gavin Stephens dijo que el manejo del caso de Bednar por la policía de Surrey había sido remitido a la Comisión Independiente de Quejas contra la Policía (IPCC): "Después de la muerte de Breck llevamos a cabo una revisión de las prácticas en nuestro centro de manejo de llamadas e implementamos cambios para mejorar la forma en que se maneja y comparte la información. Debido al contacto previo, el caso fue remitido a la IPCC. Desde entonces han decidido llevar a cabo una investigación independiente sobre las medidas adoptadas por la policía de Surrey tras esta comunicación".
Según ABC News, la familia había presentando una demanda contra la policía de Essex y Surrey por el manejo del caso. En marzo de 2016, la familia aceptó un acuerdo en el que la policía de Surrey se disculpó por el mal manejo del caso, y pagó una suma no revelada en compensación.
El 26 de enero de 2016, BBC Three emitió un drama-documental sobre el asesinato titulado Juegos del Asesinato: La vida y la muerte de Breck Bednar. Se alegó, en enero de 2016, que Daynes había estado blogueando desde la prisión.
En marzo de 2018, en los EE. UU., la historia fue presentada en el canal Investigation Discovery en el episodio "Juegos Peligrosos" de la serie Web of Lies. En 2015, el asesinato de Breck apareció en la serie estadounidense Stalkers Who Kill en el episodio titulado "Babyface Killer".
En 2019, una nueva obra, escrita por Mark Wheeller y usando las palabras de sus amigos y familiares, cuenta la historia del adolescente.